# Julius Caesar (Drama)

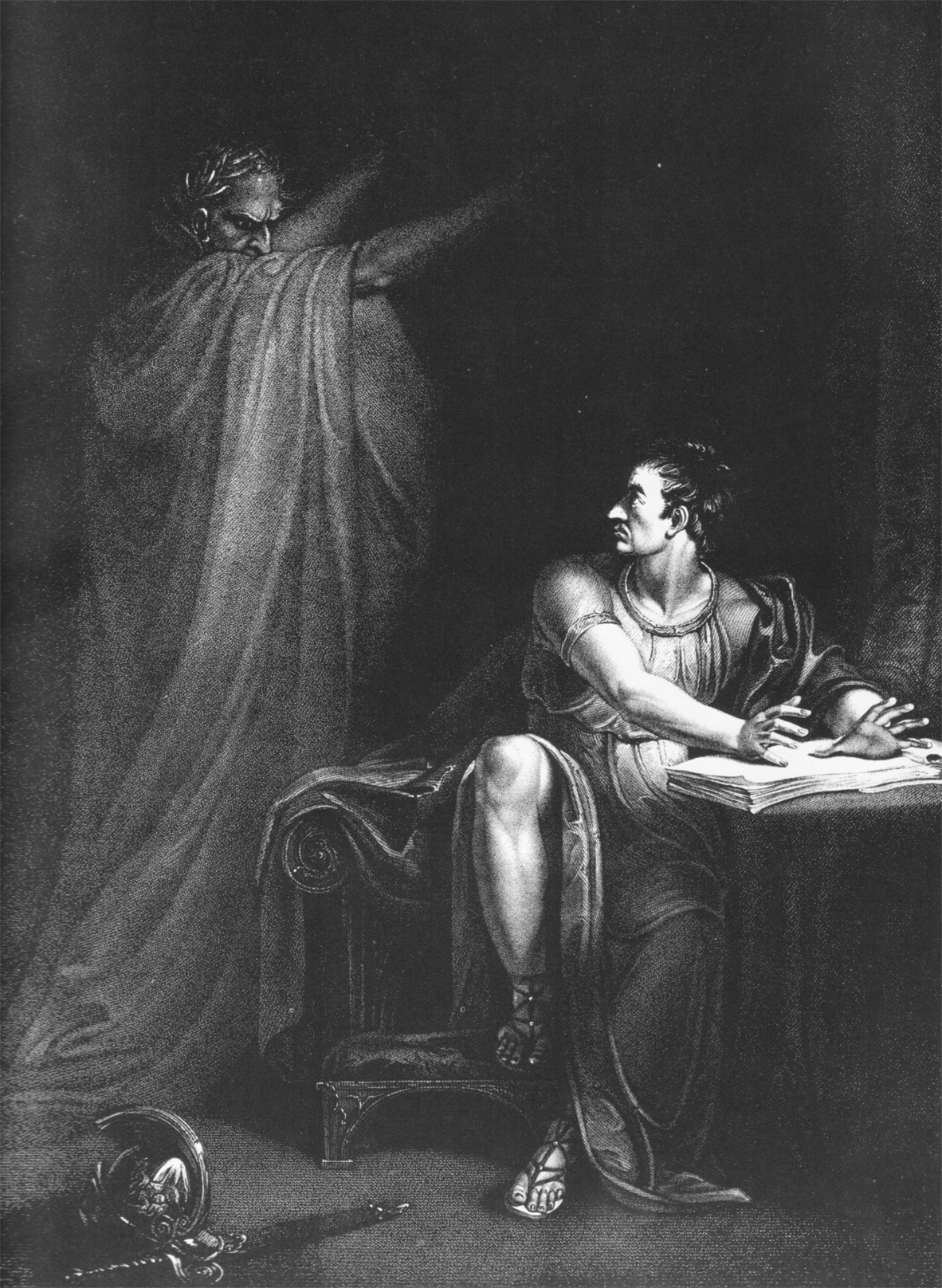
Brutus und Caesars Geist

Julius Caesar (frühneuenglisch The Tragedy of Iulius Cæsar) ist ein Schauspiel von William Shakespeare. Das Werk handelt von den Umständen der Ermordung Gaius Iulius Caesar und dem Schicksal von Marcus Iunius Brutus, dem Anführer der Verschwörer. Es spielt in Rom und Philippi, wo die Schlacht bei Philippi stattfand. Die erzählte Zeit der Handlung, die sich eigentlich zwischen 44 und 42 v. Chr. abspielte, ist auf wenige Tage konzentriert. Die Hauptquelle war Plutarchs griechische Lebensbeschreibung des Julius Caesar in der Übersetzung von Thomas North aus dem Jahre 1579. Shakespeare hat das Stück vermutlich im Jahr 1599 fertig gestellt und es wurde gemäß einem Zeitzeugen wohl am 21. September 1599 erstmals aufgeführt. Der einzige autoritative und aus bibliographischer Sicht gute Text ist die Druckausgabe in der First Folio von 1623. In der elisabethanischen Zeit gab es viele verschiedene „Caesar-Dramen“, Shakespeares Version war aber schon zu seinen Lebzeiten eine der populärsten. In der Folgezeit verschwand das Werk zu keinem Zeitpunkt aus den Spielplänen der Theater, es hat eine lange Tradition als Schullektüre vor allem in den USA und in Deutschland und wurde mehrfach verfilmt.

## Übersicht
Ein wesentlicher thematischer Schwerpunkt des Stückes liegt in dem Aufeinanderprallen der konflikthaften Wert- und Ordnungsvorstellungen zwischen den gegensätzlichen politischen Polen von Republik einerseits und Kaisertum oder monarchisch-tyrannischer Herrschaft andererseits. In diesem strukturbildenden Spannungsfeld orientieren sich die Charaktere mit unterschiedlicher Entschlossenheit zu der einen oder anderen Seite. Es finden sich keine komödienhaften Handlungselemente oder komischen Einlagen, die ansonsten für einen Großteil der Stücke Shakespeares charakteristisch sind. Auffällig ist darüber hinaus mit Caesar und Brutus als gleichgestellten Hauptfiguren vor allem die ungewöhnliche Existenz zweier tragischer Helden, die das spezifische Handlungsschema dieses Stückes in besonderer Weise prägt. Während die Handlung im ersten Teil des Dramas, in dem der Sturz und die Ermordung Caesars im Zentrum stehen, im Wesentlichen dem Modell der de-casibus-Tragödie folgt, wird das dramatische Geschehen im weiteren Verlauf, in dem Brutus als tragischer Held im Vordergrund steht, der dem geschickter agierenden Antonius unterliegt, in erster Linie durch einen Gewissens- und Wertekonflikt bestimmt, dessen klassisches Muster sich bereits in der Antigone von Sophokles findet.
Die Tragödie weist dementsprechend eine ungewöhnliche doppelgipflige Struktur auf, in deren beiden Strängen sich verschiedene Handlungs- und Motiventsprechungen finden. Mit der Ermordung Caesars (III.1) und den Forumsreden (III.2) im dritten Akt des Werkes liegen die dramatischen Höhepunkte zunächst im Zentrum des ersten Teils; der Tod des Titelhelden ist jedoch zugleich Katastrophe und Peripetie der Handlung: Der Tragödie Caesars folgt im zweiten Teil des Stückes kontrapunktierend die des Brutus. Vereinzelt wurde in der Kritik in dieser Hinsicht der Vorwurf erhoben, Shakespeares Tragödie falle dadurch in zwei verschiedene Teile auseinander. Dem steht jedoch die enge Verknüpfung der Zentralstellen des Werkes als Schnitt- und Angelstellen zweier verbundener dramatischer Entwicklungslinien entgegen, die einen Zerfall des Stückes in zwei eigenständige Dramenteile verhindert.
In der Anlage des Stückes liegt eine weitere Besonderheit begründet: Im Vergleich zu anderen Tragödien ist in Shakespeares Julius Caesar die Bühnenpräsenz der Titelfigur stark reduziert. Die Anzahl der Auftritte Caesars ist schon vor dem Attentat sehr sparsam verteilt; er stirbt zudem bereits in der Mitte des Dramas und nicht erst im letzten Akt. Dennoch bleibt sein Name auch während seiner Bühnenabwesenheit ständig im Bewusstsein der anderen Figuren präsent; er bestimmt auch im zweiten Teil das dramatische Handlungsgeschehen weiterhin mit, indem er in den Handlungen oder Gedanken sowohl seiner Anhänger als auch seiner Gegner fortlebt. Obwohl er als reale Figur nicht mehr auf der Bühne physisch präsent ist, ist er so als imaginäre Größe nach wie vor wirksam.
Während im ersten Teil des Dramas die menschlichen Schwächen in der Person des Herrschers nach und nach offenkundig werden, gewinnen seine Gegner und die Verschwörer gleichzeitig mehr und mehr an Anhang und Überzeugungskraft. Paradoxerweise führt jedoch die Ermordung Caesars und der Sieg der Verschwörer dazu, dass sich das Wesen der monarchischen oder tyrannischen Herrschaft und damit der Geist Caesars unabwendbar durchsetzt, wohingegen Brutus und Cassius zunehmend an Positionen und Integrität verlieren und letztlich durch den Selbstmord ihre Tat sühnen.

## Handlung
Caesar ist aus dem Bürgerkrieg (49–45 v. Chr.) zurückgekehrt. Er betritt einen öffentlichen Platz zusammen mit seiner Frau Calpurnia, Marcus Antonius, Marcus Brutus, Gaius Cassius u. a. Ein Wahrsager verkündet Caesar, er solle sich vor den Iden des März hüten, doch nimmt Caesar die Warnung nicht ernst. Brutus und Cassius sprechen darüber, dass das Volk Caesar zum König machen wolle, sie hören, wie Antonius Caesar dreimal die Krone anbietet, die dieser aber jeweils ablehnt, ehe er in einem epileptischen Anfall ohnmächtig wird. Als Cassius später erfährt, dass die römischen Senatoren Caesar am nächsten Tag zum König wählen wollen, offenbart er, dass er bereits Widerstand gegen Caesar organisiert habe. Auch Caesars engster Vertrauter und Freund Brutus sieht die Entwicklung mit Sorge. Anfangs plagen ihn Zweifel, denen er in einem Selbstgespräch in seinem auf unheilverkündende Weise von Blitzen und Meteoren erleuchteten Garten Ausdruck gibt. Im Verlauf dieses Selbstgesprächs findet er jedoch eine Rechtfertigung für einen Mord an seinem Freund: das Wohl der Gemeinschaft, das über persönliche Loyalität gehe. Als Cassius und andere Verschwörer ihn aufsuchen, beschließen sie, Caesar am nächsten Tag zu töten. Brutus setzt sich an die Spitze der Verschwörung. Er entscheidet, dass der Konsul Antonius verschont bleiben müsse, da der Anschlag nur dem Tyrannen selbst gelten solle.
Calpurnia wird von Albträumen geplagt, in denen sie dreimal Caesars Ermordung vorweg ahnt. Sie bittet Caesar, das Haus nicht zu verlassen, der erwidert: „Was kann vermieden werden / Das sich zum Ziel die mächtgen Götter setzten?“ („What can be avoided / Whose end is purposed by the mighty gods?“). Erst als Caesar erfährt, dass die Auguren ihm nach einer Eingeweideschau empfehlen, zu Hause zu bleiben, gibt er den Bitten Calpurnias nach; doch der mitverschworene Decius stimmt Caesar wieder um. Auf dem Weg zum Kapitol will ihm Artemidorus einen Brief geben, mit der Warnung, sich vor Brutus und den anderen Verschworenen vorzusehen; doch Caesar weist den Mann zurück. Im Kapitol sticht Casca als erster auf Caesar ein, die anderen Verschwörer folgen, zuletzt sticht Brutus zu. Caesar stirbt voll Erstaunens über Brutus’ Verrat („Et tu, Brute?“, „Brutus, auch du?“). Die Verschwörer tauchen ihre Arme in sein Blut.
Bei Caesars Leichnam schüttelt Antonius den Verschwörern ihre blutigen Hände. Dann aber bittet er Caesars Geist um Verzeihung, dass er mit den Verschwörern Frieden geschlossen hat. Entgegen dem Rat des Cassius gibt Brutus einer Bitte des Antonius nach, den Leichnam zum Forum bringen zu dürfen und dort vor versammelter Volksmenge zu reden. Nach Brutus’ Eröffnungsworten hält das Volk Caesar für einen Tyrannen und die Tat für gerechtfertigt. Dann aber beginnt Antonius in Anwesenheit mehrerer Verschwörer eine flammende Rede gegen Brutus, in der er die Bürger geschickt aufwiegelt. Er erinnert das Volk zunächst daran, dass er Caesar dreimal die Krone angeboten, Caesar jedoch dreimal abgelehnt habe, weint dann vor dem gerührten Volk und fährt fort: „Er war mein Freund, war mir gerecht und treu; / Doch Brutus sagt, daß er voll Herrschsucht war, / Und Brutus ist ein ehrenwerter Mann.“ („He was my friend, faithful and just to me: / But Brutus says he was ambitious; / And Brutus is an honourable man.“). Dann präsentiert er Caesars zerfetzten Mantel, anschließend dessen Leichnam. Mit rhetorischem Geschick und unter Hinweis auf Caesars Leistungen für Rom und sein großzügiges Testament gelingt es Antonius endlich, das Volk zum Aufstand gegen die Verschwörer und zur Mordbrennerei anzustiften. Brutus und Cassius fliehen aus Rom.
Antonius trifft sich in seinem Haus mit Caesars Adoptivsohn Octavian und Marcus Lepidus, unter deren Herrschaft Rom jetzt steht. Sie verabreden, welche Gegner auszuschalten sind. Berichten zufolge stellen Brutus und Cassius unterdessen eine Armee auf. In deren Feldlager bei Sardis kommt es zum Streit zwischen Brutus und Cassius, die sich aber wieder versöhnen. Das Glück wendet sich gegen Brutus. Ihm wird berichtet, dass in Rom gnadenlos gegen die Anhänger der Verschwörung vorgegangen wird, unter den Opfern der Proskription sei auch Cicero. Außerdem muss er die Nachricht vom Freitod seiner Frau Portia vernehmen. In der Nacht erscheint ihm Caesars Geist und kündigt an, er werde ihn bei Philippi wiedersehen, wo die Schlacht gegen Antonius und Octavian stattfinden soll. In der Schlacht besiegen die Truppen des Antonius diejenigen des Cassius, der sich daraufhin von seinem Diener töten lässt, weil er den Kampf für verloren hält. Brutus’ Streitmacht hält sich dagegen gegen diejenige Octavians, letztlich aber wird sie von der gegnerischen Übermacht aufgerieben. Brutus bittet einen seiner Leute, das Schwert zu halten, und stürzt sich hinein. Antonius hält eine apotheotische Rede auf Brutus, in der er diesen als einzig uneigennützigen Teilnehmer der Verschwörung gegen Caesar bezeichnet.

## Literarische Vorlagen und kulturelle Bezüge
Shakespeare stützte sich hauptsächlich auf Plutarchs Parallelviten (Bioi paralleloi), die ihm in der Übersetzung von Sir Thomas North von 1579 (2. Auflage 1595) vorlagen. North selbst nutzte für seine Übersetzung nicht den griechischen Originaltext, sondern eine französische Version von Jacques Amyot aus dem Jahre 1559.
In Plutarchs Parallelbiographien werden die Ereignisse um Caesars Ermordung von drei verschiedenen Hauptfiguren aus mit wechselnden Schwerpunkten dargestellt. Zugleich finden sich bei Plutarch bereits zahlreiche anekdotische und szenische Schilderungen sowie ausführliche Charakterbilder, die Shakespeare für eine Dramatisierung aufgreifen konnte, ohne zusätzlich viele Handlungselemente oder Figuren erfinden zu müssen. So übernimmt er nicht selten ganze Sätze aus der englischen Vorlage von North mit nur geringen Umstellungen oder Veränderungen nahezu wörtlich. Seine Leistung als Dramatiker besteht vor allem darin, das Material aus der umfangreichen Vorlage sorgfältig auszuwählen und geschickt zu einem kunstvoll geordneten, perspektivisch vielschichtigen und dramatisch dichten Handlungsganzen zu verbinden. Während in der Quelle sich die Ereignisse vor Caesars Ermordung über Monate erstrecken, verdichtet Shakespeare das historisch auseinanderliegende Geschehen zu einem geschlossenen, rasch ablaufenden und dramaturgisch spannungsvollen Handlungsstrang, der nur einen Tag und eine Nacht umfasst.
Einzelne Hinweise in der Vorlage baut er zu ganzen Szenen aus und individualisiert die historischen Personen. Dabei übernimmt er entsprechende Ansätze zur Charakterisierung von Plutarch, vertieft sie jedoch und verstärkt ihre Widersprüchlichkeit, um so die Beziehungen der Figuren zueinander spannungsvoller gestalten zu können. So stellt er beispielsweise Caesars staatsmännischer Größe seine menschlichen Schwächen oder Unzulänglichkeiten gegenüber und zeigt Brutus nicht nur in seiner kühlen, stoisch-gelassenen Haltung als Politiker, sondern ebenso in privaten, lyrisch gestimmten Momenten. Plutarchs Zeichnung des Marcus Antonius als eines opportunistischen Machtpolitikers ergänzt er um eine menschlich echte und tiefe Bindung an Caesar. Ebenso erfindet Shakespeare die Forumsreden (III.2) und gestaltet dabei mit der demagogischen Totenrede des Mark Anton eine der rhetorisch wirkungsvollsten und geschliffensten politischen Reden der Weltliteratur. Zugleich rafft er die Abläufe nach Caesars Ermordung, um sie zu wenigen bewegten dramatischen Szenen zu verdichten.
Den Elisabethanern war Caesar als Gestalt aus didaktischen Darstellungen wie dem Mirror for Magistrates von 1587 oder Elyots The Governor von 1531 sowie aus verschiedenen neulateinischen oder französischen Caesardramen bekannt, die teilweise auch in einer englischen Version vorlagen, beispielsweise Cornélie (1574) von Jacques Garnier, das 1594 von Thomas Kyd ins Englische übersetzt wurde. Diese unter dem Einfluss Senecas stehenden Caesardramen zeigen im Gegensatz zu Shakespeare ihren Helden allerdings ohne Schwächen als eher bombastische Herkules-Figur. In dem anonym erschienenen Drama Caesar’s Revenge (1606), das entstehungsgeschichtlich nicht genau datiert werden kann und möglicherweise dem vorshakespeareschen Theater zuzurechnen ist, wird der Stoff dagegen an die Konventionen der elisabethanischen Rachetragödie angepasst. Daneben haben vermutlich im elisabethanischen Theater eine Reihe weiterer Caesardramen existiert, die nicht mehr erhalten sind. Aus heutiger Sicht kann nicht mehr mit hinreichender Sicherheit festgestellt werden, welche diese Dramen oder älteren Fassungen Shakespeare im Einzelnen vertraut waren; allerdings ist davon auszugehen, dass Shakespeare mit hoher Wahrscheinlichkeit die damalige Bühnentradition der Darstellung des Falls von Caesar kannte.
Kulturgeschichtlich war das Caesarbild, das in der Renaissance bestand, durchaus widersprüchlich. Je nach Sichtweise oder politischem Standort konnte Caesar sowohl als Begründer des Römischen Kaiserreiches und Herrscher von Gottes Gnaden wie auch als Usurpator oder Tyrann gesehen werden; dementsprechend galt Brutus entweder als Königsmörder und Verräter oder aber als republikanischer Freiheitsheld.
Allgemein stand die Welt der Antike und das alte Rom in der elisabethanisch-jakobäischen Zeit im Zentrum des humanistischen Bildungsinteresses und spielte vor allem an Schulen oder Universitäten eine wichtige Rolle. Dabei diente die Geschichte Roms nicht nur als Fundgrube für Geschichten oder Anekdoten zur moralischen Belehrung, sondern vor allem als Folie für politische Debatten, die nicht offen ausgetragen werden konnten. Der andersartige Aufbau des römischen Staates mit nicht durch Erbfolge gesetzten Monarchen, sondern durch gewählte Kosuln oder Adoption bestimmten Kaisern und politischen Instanzen wie Senat oder Volkstribune, die es in dieser Form in England nicht gab, bot die Möglichkeit, über politische Fragen wie die nach der idealen Staatsform oder Ordnung des Gemeinwesens in abstrakter, theoretischer Form spekulativ nachzudenken. Insoweit lieferte Shakespeares Werk mit seinen bewussten oder nicht beabsichtigten Anachronismen eine lebendige Veranschaulichung und motivierte indirekt ebenso eine Fortführung solcher Diskurse.

## Datierung
Die Entstehung des Stückes wird allgemein auf 1599 datiert. In dem ein Jahr zuvor erschienenen Werkverzeichnis Palladis Tamina von Francis Meres, das am 7. September 1598 im Stationers’ Register zum Druck angemeldet wurde, wird Julius Caesar in der Liste der zu diesem Zeitpunkt bekannten Werke Shakespeares noch nicht aufgeführt. Ein erster Beleg für eine frühe Aufführung des Stückes findet sich in einem Tagebucheintrag des jungen Basler Arztes Thomas Platter, der im Herbst 1599 London bereiste. Unter dem Datum des 21. September 1599 schildert Platter seine Eindrücke einer von ihm besuchten Aufführung des Werkes, vermutlich im neu erbauten Globe Theatre:

„Den 21 Septembris nach dem Imbissessen, etwan umb zwey vhren, bin ich mitt meiner Gesellschaft vber daz wasser gefahren, haben in dem streüwinen Dachhaus die Tragedy vom ersten Keyser Julio Caesare mitt ohngefahr 15 Personen sehen gar artlich agieren; zu endt der Comedien dantzeten sie ihrem gebrauch nach gar vberausz zierlich, ye zwen in Mannes vndt 2 in weiber kleideren angethan, wunderbahrlich mitt einanderen.“

Möglicherweise wurde Julius Caesar sogar von Shakespeare für die feierliche Einweihung des im Spätsommer 1599 fertig gestellten Globe-Theaters verfasst. Die von Platter genannte Zahl von Personen bezieht sich auf die 15 männlichen Schauspieler, die als Akteure auf der Bühne die über 40 Rollen bewältigen konnten.

## Textgeschichte

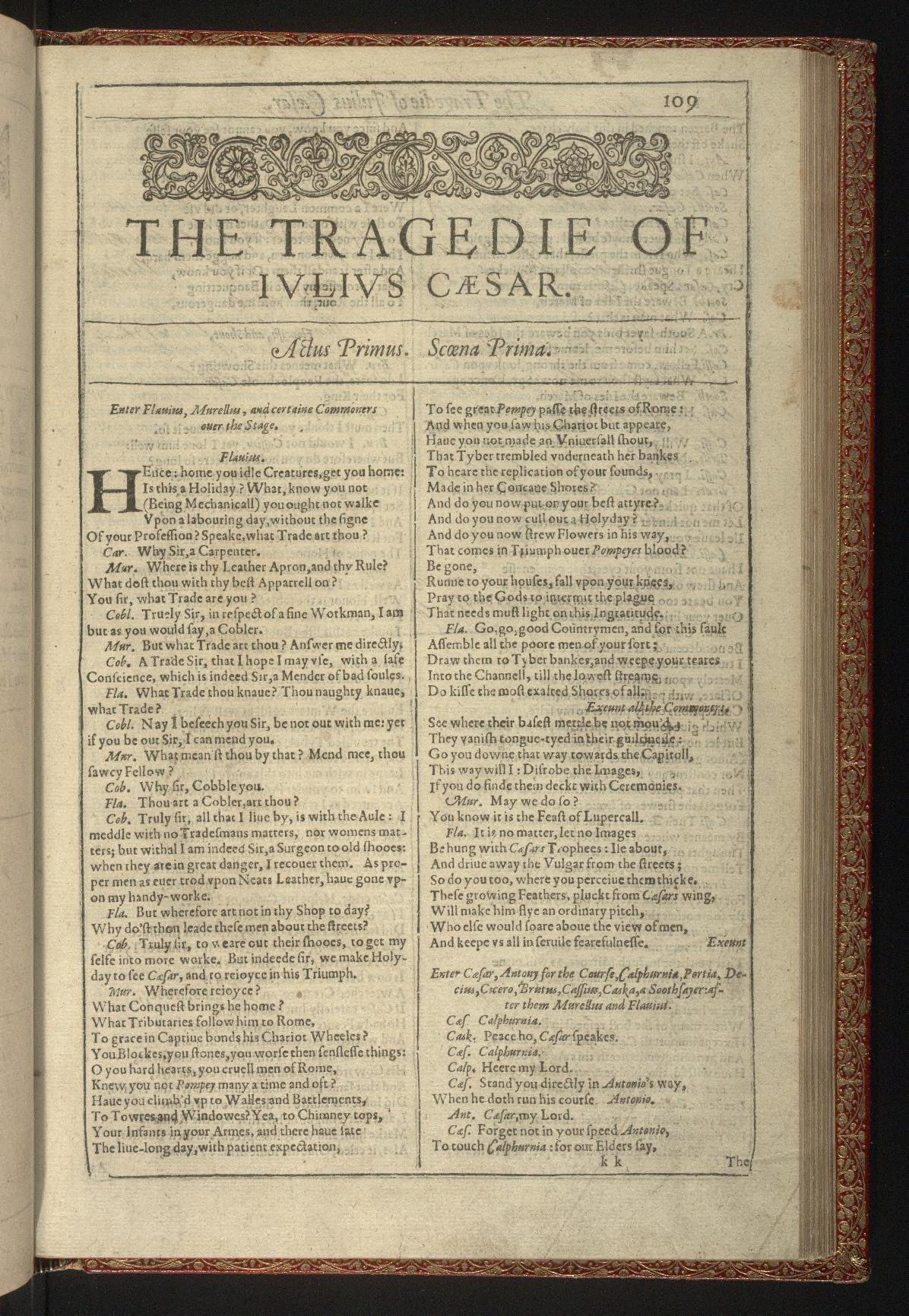
Erste Folio-Ausgabe 1623

Der Erstdruck des Stückes wurde am 8. November 1623 von Edward Blount und Isaac Jaggard zusammen mit fünfzehn weiteren Werken im Stationers’ Register angemeldet und erschien in der ersten Folio-Ausgabe von 1623. Diese außergewöhnlich gut gedruckte Erstausgabe von Julius Caesar, die kaum Fehler oder problematische Stellen aufweist, wird allgemein als sehr zuverlässig angesehen und liefert die alleinige autoritative Textgrundlage auch für heutige Ausgaben. Da der Text der ersten Druckfassung bereits in Akte eingeteilt ist und die für eine Theateraufführung bedeutsamen Angaben wie Bühnenanweisungen oder Sprechernamen mit großer Sorgfalt redigiert worden sind, kann mit großer Sicherheit davon ausgegangen werden, dass dem Erstdruck ein Theatermanuskript, entweder das prompt book oder eine genaue Abschrift davon, zugrunde lag. Die weiteren Folio-Drucke von 1632, 1663 und 1685 gehen auf den Text der ersten Druckausgabe zurück und haben ebenso wenig eine eigenständige Textautorität wie die zahlreichen späteren Quarto-Ausgaben in den 1680er und 1690er Jahren.
An einer relevanten Stelle werden von verschiedenen Shakespeare-Forschern in der ersten Folio-Ausgabe allerdings Zeichen eines Texteingriffs bzw. einer Textrevision gesehen. Die beiden aufeinander folgenden Fassungen des Berichts über Portias Selbstmord im vierten Akt (IV,ii, 199–247) schließen sich offensichtlich wechselseitig aus; die handschriftliche Vorlage für den ersten Foliodruck muss jedoch wahrscheinlich beide Versionen enthalten haben. Mitunter wird diese offenbar unstimmige doppelte Behandlung von Portias Tod im vierten Akt als Korruption des ursprünglichen Textes betrachtet. Der überwiegende Teil der heutigen Herausgeber sieht jedoch die anfängliche Fassung der Nachricht von Portias Selbstmord im ersten Foliotext als eine dramatisch überlegene Version, die Shakespeare selbst vermutlich nachträglich im Manuskript als Verbesserung eingefügt oder autorisiert habe.

## Gattung und werkgeschichtlicher Zusammenhang
Als erstes der Römerdramen Shakespeares nimmt das Stück, das werkgeschichtlich zwischen den Historien und den großen Tragödien liegt, in Shakespeares Gesamtwerk eine besonders markante Stellung ein. Die Frage nach den Gründen und Auswirkungen des politischen Handelns verbindet Julius Caesar mit den Historien: Shakespeare richtet den Blickwinkel über das persönliche Schicksal seiner Hauptfiguren hinaus auf den Bereich des von ihnen beeinflussten öffentlich-politischen Lebens, das seinerseits wiederum rückwirkend die Impulse und Beweggründe für das eigene Handeln der Figuren liefert. Daneben stellt Shakespeare in Julius Caesar zugleich charakterbedingte Motive, innere Konflikte und persönliche Entscheidungsprozesse sowie tragische menschliche Entwicklungen und schicksalhafte Verstrickungen dar, die in der Gruppe der nachfolgenden Tragödien im Zentrum stehen. Das Werk stellt damit im gesamten Shakespeare-Kanon einen Wendepunkt dar, mit der Abwendung von der englischen Geschichte zu essentiellen Fragen der menschlichen und Grundbefindlichkeiten und Existenz.
Ähnlich wie in Hamlet, King Lear und Macbeth wird bereits in diesem Römerdrama Shakespeares Interesse an dem Bewusstseinsprozess seiner Hauptfiguren, hier des Brutus, deutlich. Das Stück zeigt nicht nur den inneren Gewissenskonflikt und den Prozess der langsam heranreifenden Entscheidung, den engsten persönlichen Freund dem Gemeinwohl zu opfern, sondern ebenso die verhängnisvollen Auswirkungen seiner Tat: Er selbst und seine Mitverschwörer unterliegen Antonius und Octavian und werden von diesen schließlich in den Tod getrieben. Sein naiver Idealismus, seine republikanische Überzeugung und seine Freiheitsliebe verleiten Brutus zu der irrigen Annahme, er könne um den Preis eines Mordes das weitere Schicksal Roms bestimmen; tatsächlich öffnet er mit seiner Tat tragischerweise nur den Weg für Octavian als zukünftigen Princeps Augustus oder ersten römischen Kaiser.
Damit ist Julius Caesar nicht nur ein politisches Stück, sondern gleichermaßen eine Charaktertragödie. Auch in der Dramaturgie des Stückes spiegelt sich diese Zwischenstellung: Der dramatische Höhepunkt mit Caesars Ermordung wird im ersten Teil mit zahlreichen retardierenden Momenten spannungsreich vorbereitet; nach Caesars Tod folgt ein tiefer Einschnitt und das Verhängnis des Bürgerkriegs ist nach Mark Antons Brandrede nicht mehr abzuwenden.

## Kritik und Interpretation
Wie kaum ein anderes Shakespeare-Drama hat Julius Caesar bis weit in das 20. Jahrhundert die Kritiker und Interpreten polarisiert in der Parteinahme entweder für Caesar als Titelfigur und Protagonisten oder für Brutus als dessen Antagonisten.
Das jeweilige Sympathisieren mit einer dieser beiden Hauptfiguren war dabei in der Regel zugleich mit einer entsprechenden politischen Bewertung verknüpft. So wurde Shakespeares Caesar entweder als Tyrann oder aber als Märtyrer gesehen, sein Gegenspieler Brutus entweder als Befreier oder aber als gemeiner Mörder. Dieser klassische Antagonismus in der Deutung des Stückes prägte lange Zeit die weit verbreiteten Ausgaben des Werkes. Während beispielsweise J. Dover Wilson als Herausgeber des New Cambridge Shakespeare Caesar als monströsen Tyrannen, Brutus hingegen als edlen Helden (xiii, xxi-ii,xxv) charakterisierte, wertete T. S. Dorsch, der Herausgeber der Arden-Ausgabe, Brutus als naiven wie auch überheblichen Idealisten ab und betonte im Gegenzug Caesars Größe.
Aufgrund solcher widersprüchlichen Bewertungen und Einschätzungen der Hauptfiguren und der damit verbundenen eigentlichen Aussage des Dramas stufte Ernest Schanzer bereits Mitte der 1950er Jahre das Werk als sogenanntes «Problemstück» (problem play) ein.
Darüber hinaus wurde von der Forschung und Kritik ebenso die grundsätzliche Frage nach der eigentlichen Hauptfigur und der Angemessenheit des Titels gestellt. In dem Stück, so über lange Zeit die nahezu einhellige Ansicht der Kritiker und Forscher, werde nicht die Tragödie des Caesar, sondern die des Brutus behandelt. Zur Begründung wurde darauf verwiesen, dass die Titelfigur nur in drei von 18 Szenen auftrete und nur einen sehr beschränkten Textanteil am gesamten Stück habe. Während Brutus laut der Konkordanz 720 Zeilen spreche und einen Textanteil von rund 27,8 % habe, sei Caesars Anteil dagegen auf 150 Zeilen begrenzt, was gerade einmal einem Textanteil von 5,8 % entspreche.
Trotz vereinzelter Gegenmeinungen herrscht in der gegenwärtigen Forschung hingegen Konsens darüber, dass Shakespeare Caesar zu Recht als Titelfigur gewählt habe. So lässt sich der Konkordanz entnehmen, dass der Name Caesars 219-mal in dem Drama genannt wird, der des Brutus jedoch nur 134-mal. Zwar wird Caesar bereits nach wenigen Auftritten im ersten Teil des Dramas getötet, die Fixierung auf die Titelfigur hält jedoch auch nach deren Ermordung im gesamten zweiten Teil des Stückes an. So liegt etwa Caesars Leiche im dritten Akt rund 430 Zeilen lang auf der Bühne und Caesar erscheint selber wieder in Form seines Geistes. Auch die letzten Worte des Cassius bei seinem Selbstmord sind an den ermordeten Caesar gerichtet (5.3.45-46) und Brutus stirbt ganz im Banne Caesars (5.5.50-51). Im Mittelpunkt des Shakespeare’schen Dramas steht daher, wie sich auch anhand dieser statistischen Daten illustrieren lässt, weniger die Person des Caesar als Mensch, sondern als Mythos. Die dramatische Ironie zeigt sich aus heutiger Sicht vor allem darin, dass die Titelfigur ihre unsterbliche Größe eben durch ihren physischen Tod erhält und die Absichten der Verschwörer sich damit in ihr Gegenteil verkehren. Brutus hat lediglich Caesar als physische Person getötet, dessen Geist wird jedoch gerade durch den Mord umso mächtiger. Paradoxerweise spielt der tote Caesar in Shakespeares Werk eine weitaus einflussreichere Rolle als der lebende zuvor; dies kommt insbesondere in der wortgewaltigen Leichenrede des Antonius zum Ausdruck.
Ebenso wie die Meinungen der Historiker über die politische Bedeutung des realen historischen Gaius Iulius Caesar geteilt sind, gehen die Auffassungen der Kritiker und Literaturwissenschaftler über die Darstellung seiner Rolle in Shakespeares Drama auseinander. Für manche Kritiker ist Julius Caesar ein „republikanisches“ Stück, das den Tyrannenmord rechtfertige. Andere wiederum sehen in ihm ein monarchistisches Drama, das das Aufbegehren gegen einen Herrscher verurteile. Entsprechend wird das Stück gelegentlich entweder als Indiz für Shakespeares kritische Haltung dem elisabethanischen Absolutismus gegenüber oder aber als Zeugnis für seine orthodoxen politischen Ansichten bewertet. Durchgesetzt hat sich die Auffassung, dass Julius Caesar mit seinen Doppeldeutigkeiten ambivalente Reaktionen beim Zuschauer hervorrufe. Weder Caesar noch Brutus seien als vollständig positive bzw. durch und durch negative Figuren angelegt; Shakespeare sei nicht an einer Identifizierung der Zuschauer entweder mit Brutus oder mit Caesar gelegen.
Politisch brisant ist der Caesar-Stoff immer gewesen, da er oft als historisches Beispiel in der Diskussion um die Rechtmäßigkeit oder Verwerflichkeit des Tyrannenmordes benutzt wurde. In der Renaissance wurde heftig über das Widerstandsrecht gestritten. In neuerer Zeit wird von Shakespeare-Forschern deshalb angenommen, dass sich Shakespeare mit seinem Stück an dieser Auseinandersetzung beteilige, indem er die politischen und ethischen Probleme der Tyrannei und des Widerstandes dagegen aufzeige.
Die lange Kontroverse um das Stück, die bereits zu Beginn der Werkkritik im 18. Jahrhundert ihren Anfang nahm und sich bis in die Gegenwart fortsetzte, ist im Kern jedoch die unveränderte Frage nach der eigentlichen Tragödie des Stückes, der des Caesar oder aber des Brutus. Der Problemrahmen der Fragen und die Komplexität der Antworten hat sich dabei allerdings historisch gewandelt. Im 18. und 19. Jahrhundert ging es neben der Frage nach dem eigentlichen tragischen Helden gleichermaßen um die Frage, inwieweit Shakespeares Werk mit seinem Handlungsaufbau und in seiner Verteilung von Schuld und Sühne den klassischen poetischen Normen der Tragödie entspreche. Diese Suche nach einer verbindlichen Tragödiennorm gilt in der heutigen Debatte als überholt; die ursprünglich einfache, aber nie einhellig geklärte Frage nach der tragischen Hauptgestalt des Dramas und dessen charakterlicher Integrität wird in der jüngeren Debatte in der Regel differenzierter erörtert.
Wurde in der anfänglichen Kritik entweder Caesar oder aber zumeist Brutus einseitig als tragischer Protagonist heroisiert und dabei als Charakter ohne Fehler und Schwächen eingestuft, so werden heute beide Figuren in dem Stück gleichermaßen als widersprüchliche, bewusst ambivalent angelegte Charaktere gesehen, denen Shakespeare eine nicht auszulotende Tiefendimension verliehen habe: Brutus etwa wird aus heutiger Sicht nicht länger eindimensional als untadliger, integrer Idealist und Patriot betrachtet, der nur auf das Allgemeinwohl bedacht ist, sondern ebenso als eitel und selbstgerecht sowie in seinen politischen Fehlentscheidungen als naiv, unklug oder gar instinktlos gedeutet.
Auch das negative Charakterbild Caesars, das in der Vergangenheit ganze Generationen von Kritikern, angefangen von William Hazlitt bis hin zu J. Dover Wilson, gezeichnet haben, ist in der jüngeren Diskussion deutlich relativiert worden. Aus den in dem Drama thematisierten menschlichen Schwächen Caesars wie seiner Hybris oder Machtgier und Ehrsucht, seiner physischen Schwäche und Prahlerei oder aber seinem Aberglauben wird in neueren Deutungen nicht mehr vereinfachend eine intendierte negative Sichtweise Shakespeares herausgelesen; stattdessen wird ebenso auf die einnehmenderen Züge in seiner Gestaltung des Julius Caesar hingewiesen, die den Rezipienten davor bewahren sollten, Shakespeares Figur in ein simples Typenschema zu stecken. In diesem Zusammenhang werden vor allem Caesars Menschenkenntnis, sein Gerechtigkeitssinn, seine Leutseligkeit, aber auch seine Qualitäten als Herrscher angedeutet. Zudem wird auf die Verzerrungen in der negativen Sichtweise Caesars im Drama hingewiesen, die in der Parteilichkeit der jeweiligen Betrachterfiguren begründet liegen. Die mehrfache Brechung der dramatischen Perspektive rückt die Zentralfiguren damit absichtlich in ein Zwielicht, das an entscheidenden Stellen zu offenbleibenden Fragen führt und so eine simple Scheinlösung für den Zuschauer verhindert.
Allerdings gehört Julius Caesar nicht in die Gruppe der „problem plays“ („Problemstücke)“, die bewusst eine eindeutige Lösung für den Zuschauer ausspart. Der Text erlaubt zwar laut Dieter Mehl zusammenfassender Schlussfolgerung keine einfache Deutung im Sinne einer eindeutigen, unbedenklichen Identifizierung mit einem der verschiedenen Blickwinkel, hebt sich dadurch jedoch nicht von den anderen Tragödien Shakespeares ab.

## Aufführungsgeschichte
Julius Caesar erfreut sich mit seinem klassischen Thema anhaltender Beliebtheit beim Publikum. Im 19. und 20. Jahrhundert wurde das Stück überwiegend als Brutus-Drama in historischer Inszenierung auf die Bühne gebracht. In neuerer Zeit ist demgegenüber die Tendenz weg von der historisierenden Aufführungspraxis zu beobachten. Stattdessen werden nach den politischen Erfahrungen des 20. Jahrhunderts im Schatten der Weltkriege oft aktuelle Bezüge hergestellt, indem der Titelheld als faschistischer Diktator dargestellt wird und die Schauspieler modern gekleidet auftreten. Wegweisend für diese Tendenz zu einer aktualisierenden Inszenierung des Dramas war insbesondere die berühmt gewordene New Yorker Aufführung von Orson Welles aus dem Jahre 1937. Ob eine Darstellung als faschistischer Diktator der Titelfigur gerecht wird, ist jedoch umstritten.
Auf deutschen Bühnen wurde erstmals ab 1626 in mehreren Städten eine wahrscheinlich auf dem Shakespeareschen Original basierende Version des Julius Caesar von fahrenden englischen Komödianten- und Schauspielertruppen aufgeführt. Die erste nachweisbare Aufführung des Julius Caesar auf deutschem Boden fand 1626 in Dresden statt. Vermutlich wurde das Stück in Deutschland wie andere Dramen von Thomas Kyd, Christopher Marlowe oder Shakespeare von den englischen Wanderschauspielern anfangs in ihrer eigenen Sprache aufgeführt, wobei es weniger um die Dialoge, als um das Spektakel ging. In der Nachfolge dieser englischen Komödianten gelangten dann deutsche fahrende Schauspieltruppen in den Besitz entsprechender deutscher Fassungen des Originals. Zwischen 1650 und 1660 sind mehrere Aufführungen eines Julius Caesar dokumentiert.
Die eigenständige deutsche Shakespeare-Rezeption wurde dann 1741 mit einer Übersetzung des Dramas in Alexandrinern von Kaspar Wilhelm von Borcke eingeleitet. Der Borckeschen Übersetzung, die als erste vollständige Übertragung eines Shakespeareschen Bühnenwerks ins Deutsche galt, folgten bald die Prosa-Übersetzungen von Christoph Martin Wieland als Teil der achtbändigen Ausgabe seiner beabsichtigten vollständigen Übersetzung sämtlicher Werke Shakespeares zwischen 1762 und 1766 sowie die von Johann Joachim Eschenburg in dessen zwölfbändiger Prosa-Gesamtübersetzung, die zwischen 1775 und 1777 veröffentlicht wurde. Besondere Bedeutung erlangt dann die Blankvers-Übertragung von 16 Shakespeare-Dramen (darunter auch Julius Caesar) durch August Wilhelm Schlegel, die zwischen 1797 und 1801 erschien und unter Leitung von Ludwig Tieck zwischen 1825 und 1833 abgeschlossen wurde.
Die Uraufführung des Werks in deutscher Sprache fand 1785 in Mannheim statt; gespielt wurde die Prosafassung von Wieland. 1803 wurde das Werk unter Goethes Leitung in Weimar inszeniert. Dieser Aufführung lag die Übersetzung von Schlegel zugrunde, die sich binnen kurzem auf deutschen Bühnen durchsetzte. Die späteren Inszenierungen im 19. und 20. Jahrhundert von Schauspielern und Regisseuren wie beispielsweise E. Possart, A. Bassermann (1917) und W. Krauss (1941) sowie F. Kortner (1955) beschritten vor allem in der Charakterdarstellung der Hauptfiguren gegensätzliche Wege und zeigten dabei in der Theaterpraxis recht eindrucksvoll den weiten Interpretationsspielraum des Stückes. Seit den 1970er Jahren wird das Werk im deutschsprachigen Raum nur noch vergleichsweise selten aufgeführt, möglicherweise auch bedingt durch die Ideologieanfälligkeit seiner Deutungen. Hervorzuheben ist vielleicht eine Inszenierung von Michael Bogdanov 1989 am Hamburger Schauspielhaus mit Michael Degen (Brutus), Ulrich Tukur (Marc Anton), Paulus Manker (Octavius) und Gerhard Olschewski (Julius Caesar).

## Adaptionen
1851 komponierte Robert Schumann eine Ouvertüre in f-moll zum Theaterstück. Die frühesten Verfilmungen des Shakespeare-Stücks stammen aus den Jahren 1908 und 1911. Es sind eine US-amerikanische (Regisseure James Stuart Blackton und William V. Ranous) eine britisch-portugiesische (Regisseur Frank R. Benson) Stummfilm-Produktion. Mit Julius Caesar entstand 1953 eine sehr bekannte Verfilmung von Joseph L. Mankiewicz mit Marlon Brando als Mark Anton, James Mason als Brutus und John Gielgud als Cassius. Charlton Heston spielte den Mark Anton zweimal: in David Bradleys Verfilmung von 1950 sowie in Stuart Burges Julius-Caesar-Version von 1970. 2012 verfilmten die Brüder Paolo und Vittorio Taviani das Drama unter dem Titel Cäsar muss sterben in einer Mischung aus Spiel- und Dokumentarfilm. Alle Rollen wurden von italienischen Gefängnisinsassen übernommen; der größtenteils schwarz-weiße Film zeigt, wie in der Strafanstalt Rebibbia eine Aufführung des Stücks entsteht. In den Jahren 1946, 1956, 1962 und 1964 wurden von den Rundfunkanstalten in der Bundesrepublik und Österreich jeweils Hörspiele unter der Regie von Cläre Schimmel, Helmut Brennicke, Friedhelm Ortmann und Otto Ambros produziert.

## Textausgaben
Gesamtausgaben
- Charlton Hinman, Peter W. M. Blayney (Hrsg.): The Norton Faksimile. The First Folio of Shakespeare. Based on the Folios in the Folger Library Collection. 2. Auflage. W.W. Norton, New York 1996, ISBN 0-393-03985-4.
- John Jowett, William Montgomery, Gary Taylor und Stanley Wells (Hrsg.): The Oxford Shakespeare. The Complete Works. Oxford University Press, Oxford 2005, ISBN 978-0-19-926718-7.
- Jonathan Bate, Eric Rasmussen (Hrsg.): William Shakespeare Complete Works. The RSC Shakespeare, Macmillan Publishers 2008, ISBN 978-0-230-20095-1.

Englisch
- David Daniell (Hrsg.): William Shakespeare: Julius Caesar. The Arden Shakespeare. Thompson Learning, London 1998, 2006, ISBN 1-903436-21-4.
- A. R. Humphreys (Hrsg.): William Shakespeare: Julius Caesar. Oxford Shakespeare. Oxford University Press, Oxford 1984, 2008, ISBN 978-0-19-953612-2.
- Marvin Spevack (Hrsg.): William Shakespeare: Julius Caesar. New Cambridge Shakespeare. Cambridge University Press, Cambridge 1988, 2003, ISBN 0-521-53513-1.

Deutsch, zweisprachig
- Frank Günther (Hrsg.): William Shakespeare: Julius Cäsar. Zweisprachige Ausgabe. dtv, München 1998, ISBN 3-423-12490-3.
- Dietrich Klose (Hrsg.): William Shakespeare: Julius Caesar. Reclam, Stuttgart 1980, ISBN 3-15-009816-5.
- Thomas Pughe (Hrsg.): William Shakespeare: Julius Caesar. Englisch-Deutsche Studienausgabe. Stauffenburg Verlag, Tübingen 1986, ISBN 3-86057-544-9.